# Новиков, Александр Сергеевич
Алекса́ндр Серге́евич Но́виков (род. 1 сентября 1995, Малые Карачуры, Чебоксарский район, Чувашия, Россия) — российский легкоатлет, специализирующийся в беге на длинные дистанции. Чемпион России по кроссу 2015. Мастер спорта России.

## Биография
Уроженец деревни Малые Карачуры Чебоксарского района Чувашии. Начал заниматься лёгкой атлетикой, учась в Большекатраськой средней школе. Уже в восьмом классе выступал в составе сборной республики на зональных соревнованиях.
В 2012 году стал двукратным победителем первенства России среди юношей до 18 лет, выиграв дистанции 1500 и 3000 метров. В дальнейшем регулярно попадал на пьедестал национальных соревнований среди юниоров и молодёжи. Основной специализацией на дорожке стадиона для него стали бег на 3000 и 5000 метров.
Участник юниорского забега чемпионата Европы по кроссу 2014 года. На второй половине дистанции вышел в лидеры, но из-за организационной ошибки начал финишный рывок на 1 круг раньше. После осознания собственного промаха смог закончить бег лишь в шестом десятке.
В апреле 2015 года впервые в карьере стал чемпионом России, выиграв этот титул в кроссе на 8 км в подмосковном Жуковском. Победа была добыта в упорном противостоянии с Алексеем Викуловым лишь в финишном створе. Это достижение позволило Александру выполнить требования для присвоения звания мастер спорта России (перед чемпионатом он был лишь кандидатом в мастера спорта).

## Основные результаты
| Год  | Турнир                                   | Место проведения  | Дисциплина | Место | Результат |
| ---- | ---------------------------------------- | ----------------- | ---------- | ----- | --------- |
| 2014 | Чемпионат России в помещении             | Москва, Россия    | 3000 м     | 25-е  | 8.19,86   |
| 2014 | Чемпионат Европы по кроссу среди юниоров | Самоков, Болгария | кросс 6 км | 55-е  | 21.38     |
| 2015 | Чемпионат России в помещении             | Москва, Россия    | 5000 м     | 15-е  | 14.18,80  |
| 2015 | Чемпионат России по кроссу               | Жуковский, Россия | кросс 8 км | 1-е   | 23.47     |
| 2015 | Командный чемпионат России               | Сочи, Россия      | 5000 м     | 12-е  | 14.04,84  |